# Flughafen Valdez

i7
i11
i13
Der Flughafen Valdez (englisch Valdez Airport; IATA-Code: VDZ, ICAO-Code: PAVD), auch als „Pioneer Field“ bekannt, ist ein öffentlicher, vom Bundesstaat Alaska betriebener Flughafen, welcher sich 6 km östlich des Stadtzentrums von Valdez befindet.

## Infrastruktur und Flugverkehr
Der Flughafen wurde im Oktober 1952 eröffnet und befindet sich fast 5 km östlich der Stadt Valdez. Er umfasst eine Fläche von 57 Hektar und befindet sich auf einer Höhe von 37 Metern über dem Meeresspiegel. Er hat eine asphaltierte Start- und Landebahn mit der Bezeichnung 06/24, welche 1981 Meter lang und 46 Meter breit ist.
Im Jahr 2011 verzeichnete der Flughafen etwa 9300 Flugbewegungen (25 pro Tag, 40,9 % Lufttaxi, 53,8 % General Aviation (Allgemeine Luftfahrt) und 5,4 % militärisch). Es waren 35 Flugzeuge in Valdez stationiert: 25 einmotorige Flugzeuge, ein zweimotoriges Flugzeuges, sieben Helikopter und zwei Ultraleichtflugzeuge.